# 九龍巴士80線
九龍巴士80線是香港一條巴士路線，來往美林和觀塘碼頭。提供美林邨、美田邨、大圍、顯徑邨、隆亨邨、新翠邨、田心村來往黃大仙、鑽石山、彩虹邨、九龍灣、牛頭角和觀塘市中心的巴士服務。
九龍巴士80P線是80線的輔助路線，由顯徑單向往觀塘碼頭，只在平日星期一至五早上提供服務。
九龍巴士80A線是80線的輔助路線，由美林單向往觀塘碼頭，只在平日星期一至五早上提供服務。起訖點與主線相同，但在龍翔道只停沙田坳道一站以及取道九龍灣商貿區及觀塘商貿區，不途經觀塘市中心。
九龍巴士T80線是80線的輔助路線，由美田及顯徑單向往九龍灣，只在平日星期一至五早上提供服務，途經秦石邨、沙田圍後，取道大老山隧道和觀塘繞道直達觀塘商貿區。

## 歷史
- 1982年5月7日：本線配合美林邨入伙及大圍發展而開辦，來往美林邨及觀塘碼頭，取道大埔公路、獅子橋及沙角街，全程收費$1.5。
- 1982年11月24日：來回程不再途經沙角街，改為繞經新田圍邨。
- 1984年8月5日：來回程改經美田路、隆亨邨及紅梅谷路，不再途經大埔公路、獅子橋及新田圍邨。由於行車里程被縮短，全程收費亦相應調低。
- 1988年8月30日：開辦80P線（顯徑－觀塘碼頭）；80線於80P線服務時間以外，來回程繞經顯徑邨。80線再次因行車里程增加，超越了15公里的「最高准許收費」而調高全程收費，至此80線的全程收費較其他同類巴士線為高；而作為80線的輔助路線80P線，其行車里程雖然較短，收費卻一直與80線相同。
- 1991年3月31日：九巴調整票價，全程收費增至$2.7。
- 1993年4月5日：九巴調整票價，全程收費增至$3.2，加幅逾18.5%。
- 1994年4月1日：九巴調整票價，普遍加幅超過一成，本線全程收費增至$3.8，加幅逾18.7%
- 1996年12月10日：80P線取消回程服務，80線往美林方向全日繞經顯徑。
- 1997年2月17日:  增派空調巴士服務，空調全程收費為$6.1。
- 1997年12月1日：九巴調整票價，全程收費由$4.2增至$4.5，加幅逾7.1%。( 空調巴士全程收費不變。)
- 2006年6月26日：80線來回程繞經美田邨，行車里數增至16.2公里，非空調巴士全程收費增至$4.7，並推出優惠價$4.5；80P線非空調收費沒有跟隨調整。[1]。
- 2008年6月8日：九巴調整票價，全程收費由$4.5（非空調）／$6.1（空調）增至$4.7（非空調）／$6.4（空調）。
- 2011年5月1日：80及80P改為全線空調巴士服務，象徵所有來往沙田至東九龍的巴士路線均已改為全空調服務。
- 2011年5月15日：九巴調整票價，全程收費由$6.4增至$6.7。
- 2013年3月17日：九巴調整票價，全程收費由$6.7增至$7.1。
- 2014年7月6日：九巴調整票價，全程收費由$7.1增至$7.4。
- 2015年6月27日：增設到站時間預報。[2]
- 2017年7月1日：新增由海福花園往美林的分段收費。
- 2017年9月18日：80A線投入服務[3][4]。
- 2021年4月4日：九巴調整票價，全程收費由$7.4增至$7.8。
- 2022年10月17日：80線往美林方向，加停紅梅谷路「世界花園」巴士站[5]。
- 2025年2月10日：
  - 80線所有星期六由美林開出之班次均繞經顯田[6]，80P線取消星期六服務[7]。
  - 80A線減至一班車[8]。
  - T80線投入服務[9]。

## 服務時間及班次
80
| 美林開           | 美林開      | 美林開       | 觀塘碼頭開       | 觀塘碼頭開  | 觀塘碼頭開   |
| 日期             | 服務時間    | 班次（分鐘） | 日期             | 服務時間    | 班次（分鐘） |
| ---------------- | ----------- | ------------ | ---------------- | ----------- | ------------ |
| 星期一至五       | 05:30-05:54 | 12           | 星期一至五       | 05:40-09:00 | 20           |
| 星期一至五       | 05:54-06:39 | 9            | 星期一至五       | 09:00-12:30 | 15           |
| 星期一至五       | 06:48-07:18 | 10           | 星期一至五       | 12:30-16:42 | 12           |
| 星期一至五       | 07:18-08:06 | 8            | 星期一至五       | 16:42-17:02 | 10           |
| 星期一至五       | 08:06-08:34 | 7            | 星期一至五       | 17:02-17:58 | 7            |
| 星期一至五       | 08:34-08:50 | 8            | 星期一至五       | 17:58-18:28 | 6            |
| 星期一至五       | 08:58-09:58 | 10           | 星期一至五       | 18:28-19:00 | 8            |
| 星期一至五       | 09:58-10:24 | 13           | 星期一至五       | 19:00-19:45 | 9            |
| 星期一至五       | 10:24-17:00 | 12           | 星期一至五       | 19:45-21:45 | 12           |
| 星期一至五       | 17:00-17:50 | 10           | 星期一至五       | 21:45-23:30 | 15           |
| 星期一至五       | 17:50-19:50 | 15           | 星期一至五       | 23:30-00:30 | 20           |
| 星期一至五       | 19:50-00:10 | 20           |                  |             |              |
| 星期六           | 05:30-06:30 | 12           | 星期六           | 05:40-09:00 | 20           |
| 星期六           | 06:30-06:50 | 10           | 星期六           | 09:00-10:00 | 15           |
| 星期六           | 06:50-08:50 | 12           | 星期六           | 10:00-13:00 | 12           |
| 星期六           | 08:50-09:00 | 10           | 星期六           | 13:00-19:00 | 10           |
| 星期六           | 09:00-16:00 | 15           | 星期六           | 19:00-21:00 | 12           |
| 星期六           | 16:00-16:40 | 8            | 星期六           | 21:00-22:30 | 15           |
| 星期六           | 16:40-18:30 | 11           | 星期六           | 22:30-00:30 | 20           |
| 星期六           | 18:30-19:30 | 12           |                  |             |              |
| 星期六           | 19:30-21:30 | 15           |                  |             |              |
| 星期六           | 21:30-00:10 | 20           |                  |             |              |
| 星期日及公眾假期 | 05:30-06:20 | 25           | 星期日及公眾假期 | 05:40-10:40 | 25           |
| 星期日及公眾假期 | 06:20-08:00 | 20           | 星期日及公眾假期 | 10:40-15:20 | 20           |
| 星期日及公眾假期 | 08:00-16:30 | 15           | 星期日及公眾假期 | 15:20-20:50 | 15           |
| 星期日及公眾假期 | 16:30-19:10 | 20           | 星期日及公眾假期 | 20:50-22:50 | 20           |
| 星期日及公眾假期 | 19:10-00:10 | 25           | 星期日及公眾假期 | 22:50-00:30 | 25           |

- 註：藍字班次停用田心村至隆亨邨分站，在此期間顯徑、隆亨乘客可改乘80P線。

80P
| 顯徑開     | 顯徑開      | 顯徑開       |
| 日期       | 服務時間    | 班次（分鐘） |
| ---------- | ----------- | ------------ |
| 星期一至五 | 06:50-07:50 | 15           |
| 星期一至五 | 08:00       |              |
| 星期一至五 | 08:00-09:00 | 15           |

80A
- 美林開：
  - 星期一至五：07:20

T80
- 星期一至五
  - 美田開：07:25、07:45
  - 顯徑開：07:35、07:55

80A、80P及T80線星期六、日及公眾假期不設服務

## 收費
| 路線      | 全程收費 | 分段收費 |
| --------- | -------- | --- |
| 80（A/P） | $8.4     | - 過獅子山隧道後往觀塘碼頭：$7.1 - 過獅子山隧道後往美林：$6.4（祇適用於80線） - 海福花園往美林：$5.2（祇適用於80線） |
| T80       | $9.6     | - 不設分段收費 |

| - 本線設有12歲以下小童及65歲或以上長者半價優惠。 - 65歲或以上香港居民使用「樂悠咭」，以及12歲以下合資格殘疾兒童使用「殘疾人士身份」個人八達通繳付車資，均可享有每程$2.0或半價（以較低者為準）的票價優惠；12至64歲合資格殘疾人士使用「殘疾人士身份」個人八達通（包括「樂悠咭」），以及60至64歲香港居民使用「樂悠咭」繳付車資，均可享有每程$2.0或全費（以較低者為準）的票價優惠。 - 65歲或以上長者如使用長者或一般個人八達通繳付車資，則只可享有半價優惠；12至64歲合資格殘疾人士如不使用「殘疾人士身份」個人八達通，以及60至64歲人士如不使用「樂悠咭」繳付車資，必須繳付全費。 - 乘客可以現金或八達通於上車時付款，不設找續。 - 每位成人乘客可免費攜帶最多兩名4歲以下而不佔座位的兒童乘客乘車，超額之4歲以下小童必須繳付小童車費乘車。 - 持有「九巴月票」之乘客在車票有效期內，每日可享最多10程任何九龍巴士及龍運巴士路線（包括本路線，以及聯營路線的九龍巴士／龍運巴士提供的班次；惟乘搭機場「A」及「NA」線則可享原價二七折優惠（不會計算每天10次合資格車程））；而B1線則每日可享最多各2程（不會計算每天10次合資格車程）。 - 九龍巴士、城巴、龍運巴士及陽光巴士全職員工及家屬（不包括外判職員）可免費乘搭本路線，惟必須拍職員或職員家屬八達通。 - 乘客亦可透過多元化電子支付系統（e度嘟）繳付車資，包括使用非接觸式VISA卡、JCB卡、萬事達卡、銀聯卡、美國運通、大來國際、Discover Card、Apple Pay、Google Pay、Samsung Pay、AlipayHK「易乘碼」、支付寶、WeChatHK／微信支付「搭車碼」、銀聯雲閃付「乘車碼」及BOC Pay「乘車碼」。乘客使用此付款方式，使用此支付方式的乘客可享有中途下車之分段收費，以及與其他九巴／龍運獨營路線或聯營線九巴／龍運班次之轉乘優惠，惟不適用於與非九巴／龍運路線之轉乘優惠，亦不能享有「公共交通費用補貼計劃」及「長者及合資格殘疾人士公共交通票價優惠計劃」。 |

### 八達通巴士轉乘計劃
乘客登上本線後150分鐘內以同一張八達通卡轉乘以下路線，或從以下路線登車後150分鐘內以同一張八達通卡轉乘本線，次程可獲車資折扣優惠：
80(P) → 九龍市區路線，次程可獲$4.2折扣優惠
- 80(P)往觀塘 → 2F、3M、13M、14B、16M、23M、28B、29M、211或214
- 2F、3M、13M、14B、16M、23M、28B、29M、211或214 → 80往美林

80(P)←→14X
- 80(P)往觀塘 → 14X往鯉魚門，次程可獲$4.4折扣優惠
- 14X往尖沙咀 → 80往美林，次程車資全免

80(P)←→將軍澳／西貢／清水灣路線，次程可獲$4.2折扣優惠
- 80(P)往觀塘 → 91、91M/P、92、98、98A、290、290A、290E、290X或296A往將軍澳／西貢／清水灣
- 91、91M/P、92、98、98A、290、290A、290E、290X或296A往九龍 → 80往美林

| 第一程／第二程路線 | 第二程優惠車資              | 時限    |
| --- | --------------------------- | ------- |
| 72X、74A、80／80A／80P、81C／281B／281X、 85、85A、85B、86、86A、86C、87B、87C／87D／87E、 89、89B、270A／270C、271／271B／271P、281A | 成人：$4.2 小童／長者：$2.1 | 150分鐘 |

注意事項：

- 乘客可於各個可接駁第二程路線的巴士站轉車。
- 轉乘優惠不適用於轉乘同一路線或用"/"劃分的組別之路線。

官方網頁：請按此

## 1997年2月收費爭議
本線的全程收費幾乎由開辦至今都是較其他同類巴士線為高，然而在1997年2月加入空調巴士行走，全程收費達$6.1，相較同様取道獅子山隧道往返沙田及東九龍的89及89B線的$5.1收費為高，因此引起不少當區居民及區議員不滿，並要求九巴下調空調巴士全程收費，但經過一番商討後，九巴只答應於下次加價時（1997年12月）不會上調空調巴士全程收費，而沒有即時減價。

## 使用車輛
本線開辦初期，正值沙田新市鎮房屋發展進行得如火如荼之時，客量隨之而急促上升。1980年代後期，換入原本行走海底隧道巴士路線、載客量高達160人的利蘭奧林比安12米，以應付龐大客流量。由於大圍一帶的公共屋邨相繼入伙，令本線客量一直居高不下，此型號用車直至1990年代中後期，配合香港巴士空調化才漸漸退下來，取而代之的是富豪奧林比安12米空調巴士。
隨著利蘭奧林比安12米車齡漸長，車隊中剩下的非空調巴士分別以丹尼士巨龍12米（3N）及11米（S3N）、利蘭奧林比安11米（S3BL）、都城嘉慕11米（S3M）、富豪奧林比安11米（S3V）非空調巴士及富豪超級奧林比安12米（3ASV）超低地台空調巴士等所取代。從2011年5月1日起，由於本線改為全空調巴士服務，行走本線的富豪奧林比安11米非空調巴士 （S3V24／GK9754）被調離本線。
現時本線使用11輛富豪B9TL 12米（AVBWU）及10輛亞歷山大丹尼士Enviro 500 MMC 12米（ATENU）雙層空調巴士，由九巴九龍灣車廠及沙田車廠共同派車。而88線沙田廠的掛牌車會以柯打形式全日行走此路線。
| 車隊編號 | 車牌   |
| -------- | ------ |
| AVBWU292 | SH 172 |
| AVBWU300 | SL3314 |
| AVBWU321 | SR9274 |
| AVBWU324 | ST8468 |
| AVBWU359 | SY9181 |
| AVBWU361 | SY9698 |
| AVBWU488 | UR6491 |
| AVBWU506 | UU3641 |
| AVBWU509 | UU3952 |
| AVBWU510 | UU3972 |
| AVBWU548 | UW 425 |
| ATENU86  | SF4205 |
| ATENU104 | SF5504 |
| ATENU175 | SJ6426 |
| ATENU609 | TN 683 |
| ATENU610 | TN1064 |
| ATENU612 | TN1610 |
| ATENU621 | TN3484 |
| ATENU628 | TN6001 |
| ATENU647 | TN8507 |
| ATENU653 | TN9665 |

## 行車路線
80（A/P）

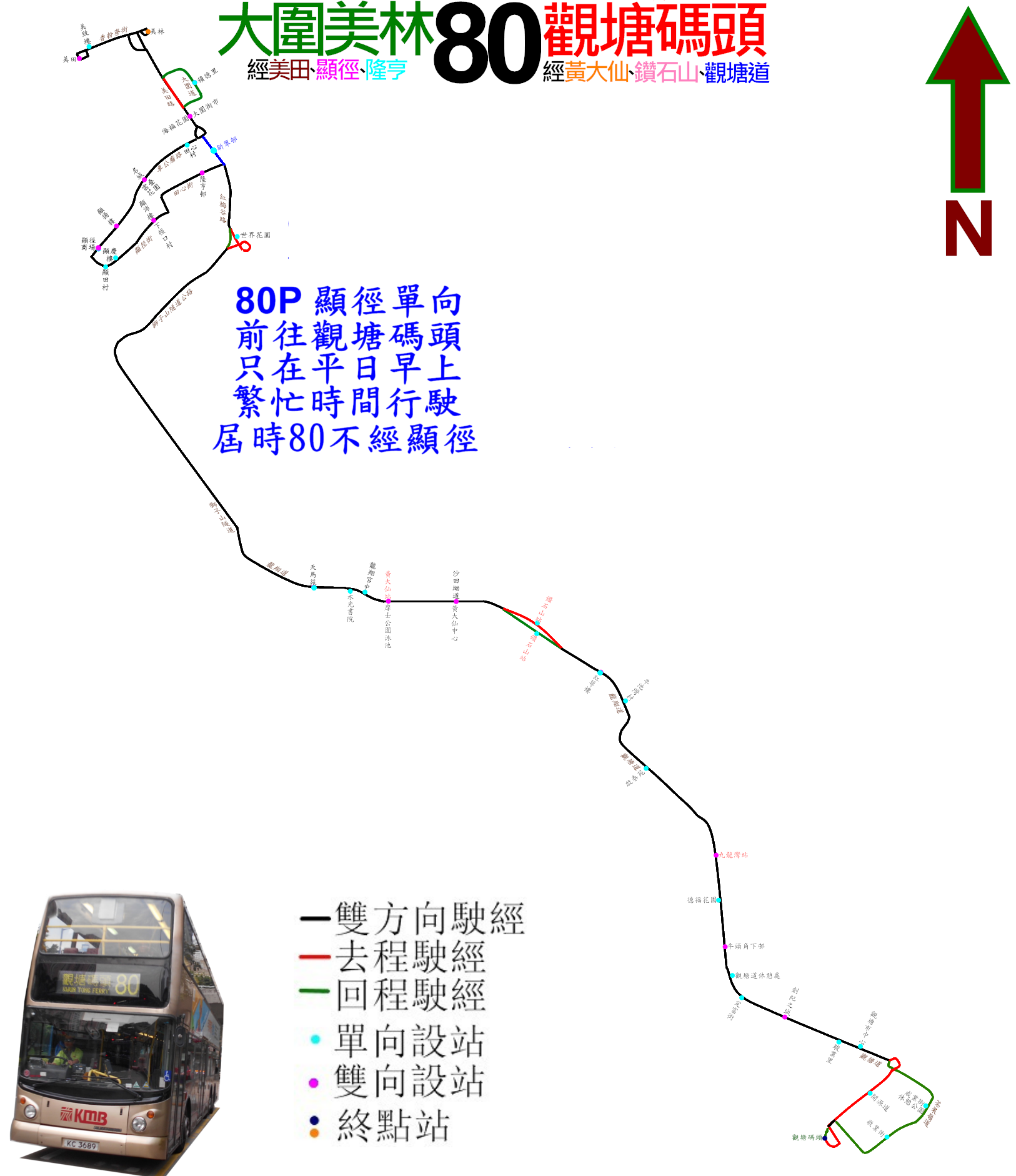
80線及80P線的走線圖。平日早上繁忙時間，80將不會駛經顯徑一帶，屆時直接經紅梅谷路前往市區(藍線)，而顯徑一帶則由80P提供

美林開經：^美林邨通道、^美田路、^美輝街、^香粉寮街、^美田邨公共運輸交匯處、^美田邨通道、^香粉寮街、^美田路、車公廟路、顯徑街、富健街、田心街、紅梅谷路、獅子山隧道公路、獅子山隧道、龍翔道、大磡道、龍翔道、觀塘道、開源道及觀塘碼頭通道。
80線星期一至五06:48-08:50由美林開出的班次不經斜體字的街道。
80P線不經有^號的街道。
80A線沿80線早上繁時後班次原線至觀塘道後，經偉業街、啟祥道、宏照道、常悅道、常怡道、宏照道、海濱道、順業街及偉業街，然後返回觀塘碼頭通道。
觀塘碼頭開經：偉業街、敬業街、茶果嶺道、鯉魚門道、觀塘道、彩虹交匯處、龍翔道、獅子山隧道、獅子山隧道公路、紅梅谷路、田心街、富健街、顯徑街、車公廟路、美田路、積輝街、大圍道、美田路、美輝街、香粉寮街、美田邨公共運輸交匯處、美田邨通道、香粉寮街及美林邨通道。
T80
經：美田邨通道、香粉寮街、美林邨通道、美林巴士總站、美林邨通道、美田路、車公廟路、沙角街、乙明邨街、沙角街、沙田圍路、沙瀝公路、大老山公路、大老山隧道、觀塘繞道、偉業街、觀塘碼頭廣場通路、觀塘碼頭巴士總站及偉業街。
由顯徑開出的班次經車公廟路、顯徑街、富健街、田心街、紅梅谷路，然後返回車公廟路T80常規班次原線，不經斜體字的街道。

### 沿線車站
80(P)
| 美林開 | 美林開                       | 美林開               | 觀塘碼頭開 | 觀塘碼頭開                   | 觀塘碼頭開           |
| 序號   | 車站名稱                     | 位置                 | 序號       | 車站名稱                     | 位置                 |
| ------ | ---------------------------- | -------------------- | ---------- | ---------------------------- | -------------------- |
| 1#     | 美林巴士總站                 | 美林巴士總站         | 1          | 觀塘碼頭巴士總站             | 觀塘碼頭巴士總站     |
| 2#%    | 美田巴士總站                 | 美田邨公共運輸交匯處 | 2          | 敬業街                       | 敬業街               |
| 3#     | 美田邨美致樓                 | 香粉寮街             | 3          | 成業街休憩公園               | 茶果嶺道             |
| 4#     | 大圍街市                     | 美田路               | 4          | 駿業里（C5）                 | 觀塘道               |
| @      | 大圍轉車站－新翠邨（B1）     | 紅梅谷路             | 5          | 觀塘轉車站－創紀之城（B5）   | 觀塘道               |
| 5∗#    | 大圍轉車站－田心村（D1）     | 車公廟路             | 6          | 定富街                       | 觀塘道               |
| 6∗#    | 雲疊花園                     | 車公廟路             | 7          | 牛頭角下邨                   | 觀塘道               |
| 7∗#    | 顯徑邨顯揚樓                 | 車公廟路             | 8          | 德福花園                     | 觀塘道               |
| 8∗#    | 顯徑商場                     | 車公廟路             | 9          | 九龍灣站                     | 觀塘道               |
| ^      | 顯徑巴士總站                 | 顯徑巴士總站         | 10         | 啟泰苑                       | 觀塘道               |
| 9∗     | 顯徑邨顯慶樓                 | 顯徑街               | 11         | 彩虹邨紅萼樓                 | 龍翔道               |
| 10∗    | 顯徑邨顯沛樓                 | 顯徑街               | 12         | 鑽石山站                     | 龍翔道               |
| 11∗    | 隆亨邨                       | 田心街               | 13         | 黃大仙轉車站－黃大仙廟（C1） | 龍翔道               |
| 12     | 世界花園                     | 紅梅谷路             | 14         | 摩士公園泳池                 | 龍翔道               |
| 13     | 天馬苑                       | 龍翔道               | 15         | 永光書院                     | 龍翔道               |
| 14     | 龍翔官立中學                 | 龍翔道               | 16         | 世界花園                     | 紅梅谷路             |
| 15     | 黃大仙轉車站－黃大仙廟（B4） | 龍翔道               | 17         | 隆亨邨                       | 田心街               |
| 16     | 黃大仙轉車站－沙田坳道（A1） | 龍翔道               | 18         | 下徑口村                     | 顯徑街               |
| 17     | 鑽石山站                     | 大磡道               | 19         | 顯田村                       | 顯徑街               |
| 18     | 牛池灣村                     | 龍翔道               | 20         | 顯田遊樂場                   | 車公廟路             |
| 19     | 九龍灣站（東九文化中心）     | 觀塘道               | 21         | 名城                         | 車公廟路             |
| 20     | 牛頭角下邨                   | 觀塘道               | 22         | 海福花園                     | 美田路               |
| 21     | 觀塘道休憩處                 | 觀塘道               | 23         | 積德里                       | 大圍道               |
| 22     | 創紀之城（U6）               | 觀塘道               | 24         | 美全樓                       | 香粉寮街             |
| 23     | 觀塘轉車站－觀塘市中心（T1） | 觀塘道               | 25         | 美田巴士總站                 | 美田邨公共運輸交匯處 |
| 24     | 開源道                       | 開源道               | 26         | 美林巴士總站                 | 美林巴士總站         |
| 25     | 觀塘碼頭巴士總站             | 觀塘碼頭巴士總站     |            |                              |                      |

註：
- 星期一至五06:48-08:50由美林開出的班次，不停有∗號之車站，改用有@號之車站，在此期間顯徑乘客可改乘80P線。
- 星期一至五07:30由美林開出的班次，不停有%號之車站。
- 80P線停靠有 ^ 號之車站，且不停有#號之車站。

80A
| 1                          | 美林巴士總站                 | 美林巴士總站         |
| 2                          | 美田巴士總站                 | 美田邨公共運輸交匯處 |
| 3                          | 美田邨美致樓                 | 香粉寮街             |
| 4                          | 大圍街市                     | 美田路               |
| 5                          | 大圍轉車站－田心村（D1）     | 車公廟路             |
| 6                          | 雲疊花園                     | 車公廟路             |
| 7                          | 顯徑邨顯揚樓                 | 車公廟路             |
| 8                          | 顯徑商場                     | 車公廟路             |
| 9                          | 顯徑邨顯慶樓                 | 顯徑街               |
| 10                         | 顯徑邨顯沛樓                 | 顯徑街               |
| 11                         | 隆亨邨                       | 田心街               |
| 12                         | 世界花園                     | 紅梅谷路             |
| 獅子山隧道公路、獅子山隧道 |                              |                      |
| 13                         | 黃大仙轉車站－沙田坳道（A1） | 龍翔道               |
| 觀塘道                     |                              |                      |
| 14                         | 臨華街                       | 宏照道               |
| 15                         | 常怡道                       | 常怡道               |
| 16                         | 順業街                       | 偉業街               |
| 17                         | 勵業街                       | 偉業街               |
| 18                         | 巧明街                       | 偉業街               |
| 19                         | 觀塘碼頭巴士總站             | 觀塘碼頭巴士總站     |

T80
| 美田開                                   | 美田開         | 美田開                   | 顯徑開                   | 顯徑開           | 顯徑開           |
| 序號                                     | 車站名稱       | 位置                     | 序號                     | 車站名稱         | 位置             |
| ---------------------------------------- | -------------- | ------------------------ | ------------------------ | ---------------- | ---------------- |
| 1                                        | 美田巴士總站   | 美田邨公共運輸交匯處     | 1                        | 顯徑巴士總站     | 顯徑巴士總站     |
| 2                                        | 美田邨美致樓   | 香粉寮街                 | 2                        | 顯徑邨顯慶樓     | 顯徑街           |
| 3                                        | 美林巴士總站   | 美林巴士總站             | 3                        | 顯徑邨顯沛樓     | 顯徑街           |
| 4                                        | 大圍街市       | 美田路                   | 4                        | 隆亨邨           | 田心街           |
| 不適用                                   | 5              | 大圍轉車站－新翠邨（C3） | 紅梅谷路                 |                  |                  |
| （兩個方向在此交匯，其後路線及車站相同） |                |                          |                          |                  |                  |
| 序號 (美田班次)                          | 序號(顯徑班次) | 車站名稱                 | 車站名稱                 | 位置             | 位置             |
| 5                                        | 6              | 大圍轉車站－大圍站（F1） | 大圍轉車站－大圍站（F1） | 車公廟路         | 車公廟路         |
| 6                                        | 7              | 車公廟                   | 車公廟                   | 車公廟路         | 車公廟路         |
| 7                                        | 8              | 秦石邨                   | 秦石邨                   | 車公廟路         | 車公廟路         |
| 8                                        | 9              | 乙明邨街                 | 乙明邨街                 | 乙明邨街         | 乙明邨街         |
| 9                                        | 10             | 沙角邨                   | 沙角邨                   | 沙角街           | 沙角街           |
| 10                                       | 11             | 崗背街休憩花園           | 崗背街休憩花園           | 沙田圍路         | 沙田圍路         |
| 沙瀝公路                                 |                |                          |                          |                  |                  |
| 11                                       | 12             | 大老山隧道（A2）         | 大老山隧道（A2）         | 大老山公路       | 大老山公路       |
| 大老山隧道、觀塘繞道                     |                |                          |                          |                  |                  |
| 12                                       | 13             | 觀塘碼頭                 | 觀塘碼頭                 | 觀塘碼頭巴士總站 | 觀塘碼頭巴士總站 |
| 13                                       | 14             | 巧明街                   | 巧明街                   | 偉業街           | 偉業街           |
| 14                                       | 15             | 順業街                   | 順業街                   | 偉業街           | 偉業街           |
| 15                                       | 16             | 德福花園                 | 德福花園                 | 偉業街           | 偉業街           |

## 營運情況
本線集中服務大圍一帶往返東九龍的對外路線，大圍區屋邨住宅林立，本線通勤客量龐大，雖然收費較高，但本線班次頻密，故深受乘客歡迎，因此經常頂閘。 即使在平日離峰時間及假日也時常會滿座，再者自2004年起港鐵馬鞍山線通車後，令89B線客量下跌而不斷被削減班次，故部份新翠邨的居民也改乘本線。此外，往返六美區至港鐵大圍站的63線系列專線小巴時常大排長龍，本線於2017年7月起往美林方向海福花園起增設分段收費，能吸納專線小巴63B、63K線部份乘客，因此時常出現供不應求的情況。
港鐵屯馬綫一期於2020年2月14日通車，大圍及顯徑一帶的乘客可乘搭屯馬綫到鑽石山站轉乘觀塘綫往來九龍東部，導致本線客量有所流失。但隆亨邨、美林邨、美田邨及鄰近屋苑均仍遠離鐵路站，加上鐵路車資較高，本線仍有一定的乘客量支持，尤其於星期一至五早上不經顯田時段，能吸納前往東九龍的大圍乘客，整體客量仍算不俗。
2022年9月13日起，89B線縮短至牛頭角，使本線成為唯一一條取道獅子山隧道往返九龍灣站至觀塘市中心一段之觀塘道的全日路線。但這改動郤令世界花園失去一程車往返觀塘道沿線的巴士服務並引起該區關注，有見及此，九巴於10月17日起，本線往美林方向加停紅梅谷路「世界花園」站以作彌補。
根據歷年巴士路線計劃中的資料顯示，本線載客率如下：
2009年：繁忙時間載客率為80%。
2013年：繁忙時間載客率為82%；非繁忙時段的載客率為54%。
2016年：繁忙時間載客率為72%。
2020年：屯馬綫一期通車後，最繁忙半小時平均載客率由2019年10月的84.9%，下降至2020年6月的65.1%。
2023年：最繁忙一小時內的載客率為介乎66-70%：但星期六早上繁忙時間的80特別班次及80P的載客率持續偏低，分別只有約28%及29%，因此有聲音建議相關時段的班次結合為80常規班次，最終此改動由2025年2月10日起實施。

## 外部連結
- 九巴80線官方網站路線資料 （页面存档备份，存于）
- 九巴80P線官方網站路線資料 （页面存档备份，存于）
- 681巴士總站 （页面存档备份，存于）
- 九巴80、80A、80P線詳細時間表 （页面存档备份，存于）
- 香港巴士大典上的相关条目：九巴80線
- 香港巴士大典上的相关条目：九巴80A線
- 香港巴士大典上的相关条目：九巴80P線